# Сфинктер Мирицци
Сфинктер Мирицци (синоним проксима́льный сфи́нктер о́бщего же́лчного прото́ка) — сфинктер общего желчного протока, расположенный непосредственно до слияния печёночного желчного протока и пузырного желчного протока.
Представляет собой циркулярный пучок гладкомышечных волокон.
Совместно с сфинктерами Одди, Люткенса и дистальным сфинктером общего желчного протока регулирует поступление желчи из печени и желчного пузыря в двенадцатиперстную кишку.

## Патологии
Недостаточные, чрезмерные или несвоевременные сокращения сфинктера Мирицци классифицируют среди других патологий, называемых дискинезией желчевыводящих путей (ДЖВП). Причиной ДЖВП предположительно является неадекватный уровень гастроинтестинальных гормонов: холецистокинина, гастрина, мотилина и других, а также вегетативная дисфункция.

## Этимология
Назван в честь аргентинского врача Пабло Луиса Мирицци (англ. Pablo Luis Mirizzi; 1893—1964).